# Careful Confessions
Careful Confessions là album phòng thu đầu tay của nữ ca sĩ kiêm sáng tác người Mỹ Sara Bareilles.

## Danh sách bài hát
1. "Gravity" – 3:58
2. "Undertow" – 4:42
3. "Love on the Rocks" – 4:18
4. "Responsible" – 4:33
5. "One Sweet Love" – 3:56
6. "Fairytale" – 2:50
7. "Come Round Soon" – 4:50
8. "Inside Out" – 5:19
9. "City" – 4:35
10. "Red" – 4:19
11. "My Love" – 6:03

Bài hát thứ 8–11 đã được thu âm trực tiếp.